# Paweł Halaba
Paweł Halaba (* 14. Dezember 1995 in Płock) ist ein polnischer Volleyballspieler.

## Karriere
Halaba begann seine Karriere während seiner Ausbildung in der Heimatstadt, bevor er nach Małachowianka ging. Später war er bei Metro Warszawska aktiv und spielte anschließend in der Nachwuchsmannschaft von AZS Politechnika Warszawska. 2014 wurde er von Asseco Resovia Rzeszów verpflichtet, aber direkt an AZS AGH Kraków ausgeliehen und spielte erstmals in der ersten polnischen Liga. 2015 kehrte der Außenangreifer zu AZS Politechnika Warszawska zurück. Mit der Juniorennationalmannschaft nahm er 2017 an der U23-Weltmeisterschaft teil. Danach wechselte er zum tschechischen Erstligisten Jihostroj České Budějovice. 2018 wurde er vom deutsch-österreichischen Bundesligisten Hypo Tirol Alpenvolleys Haching verpflichtet. Während im DVV-Pokal 2018/19 das Aus im Achtelfinale kam, erreichte Halaba mit dem Verein in den Bundesliga-Playoffs das Halbfinale. Danach wechselte er zum polnischen Erstligisten Trefl Gdańsk.